# Лоурі Санчес
Лоурі Санчес (англ. Lawrie Sanchez, нар. 22 жовтня 1959, Редінг) — північноірландський футболіст, що грав на позиції півзахисника. По завершенні ігрової кар'єри — тренер.
Виступав, зокрема, за клуби «Редінг» та «Вімблдон», а також національну збірну Північної Ірландії.
Володар Кубка Ірландії (як тренер).

## Клубна кар'єра
У дорослому футболі дебютував 1977 року виступами за команду клубу «Редінг», в якій провів сім сезонів, взявши участь у 262 матчах чемпіонату.  Більшість часу, проведеного у складі «Редінга», був основним гравцем команди.
Своєю грою за цю команду привернув увагу представників тренерського штабу клубу «Вімблдон», до складу якого приєднався 1985 року. Відіграв за клуб з Лондона наступні вісім сезонів своєї ігрової кар'єри. Граючи у складі «Вімблдона» також здебільшого виходив на поле в основному складі команди.
Завершив професійну ігрову кар'єру у клубі «Свіндон Таун», за команду якого виступав протягом 1994 року.

## Виступи за збірну
У 1986 році дебютував в офіційних матчах у складі національної збірної Північної Ірландії. Протягом кар'єри у національній команді, яка тривала 4 роки, провів у формі головної команди країни 3 матчі.

## Кар'єра тренера
Розпочав тренерську кар'єру відразу ж по завершенні кар'єри гравця, 1994 року, очоливши тренерський штаб клубу «Слайго Роверс».
У 2004 році став головним тренером збірної Північної Ірландії, яку тренував три роки.
Згодом протягом 2007 року очолював тренерський штаб клубу «Фулгем».
Протягом тренерської кар'єри також очолював команду клубу «Вікомб Вондерерз».
Наразі останнім місцем тренерської роботи був клуб «Барнет», головним тренером команди якого Лоурі Санчес був з 2011 по 2012 рік.

## Титули і досягнення

### Як гравця
- Володар Кубка Англії (1):

«Вімблдон»: 1987-1988
- Переможець Третього дивізіону (1):

«Редінг»: 1978-1979

### Як тренера
- Володар Кубка Ірландії (1):

«Слайго Роверс»: 1994